# Kan Shimozawa
Kan Shimozawa (子母澤 寛, Shimozawa Kan) est un romancier japonais né le 1er février 1892 à Atsuta dans l'île de Hokkaidō et mort le 19 juillet 1968 à Fujisawa (Kanagawa). Son nom véritable est Umetani Matsutaro.

## Adaptations de ses œuvres
Il est le créateur de plusieurs œuvres de fiction dont beaucoup ont été adaptées au cinéma :
Films autour du personnage de Yatarō
- 1932 : Yatarō gasa: Kyorai no maki (弥太郎笠 去来の巻?) de Hiroshi Inagaki[1]
- 1932 : Yatarō gasa: Doppo no maki (弥太郎笠 独歩の巻?) de Hiroshi Inagaki
- 1957 : Yatarō gasa (弥太郎笠?) de Kazuo Mori
- 1960 : Yatarō gasa (弥太郎笠?) de Masahiro Makino

Films autour du personnage de Zatoichi
- 1962 : La Légende de Zatoïchi : Le Masseur aveugle (座頭市物語, Zatōichi monogatari?) de Kenji Misumi
- 1963 : La Légende de Zatoïchi : Un nouveau voyage (新・座頭市物語, Shin Zatōichi monogatari?) de Tokuzō Tanaka
- 1963 : La Légende de Zatoïchi : Le Fugitif (座頭市兇状旅, Zatōichi kyōjō tabi?) de Tokuzō Tanaka
- 1964 : Zatōichi une tête de mille ryo (座頭市千両首, Zatōichi senryō-kubi?) de Kazuo Ikehiro
- 1965 : La Légende de Zatoïchi : Voyage en enfer (座頭市地獄旅, Zatōichi jigoku tabi?) de Kenji Misumi
- 1966 : La Légende de Zatoïchi : La Vengeance (座頭市の歌が聞える, Zatōichi no uta ga kikoeru?) de Tokuzō Tanaka
- 1970 : La Légende de Zatoïchi : Zatoïchi contre Yojimbo (座頭市と用心棒, Zatōichi to Yōjinbō?) de Kihachi Okamoto
- 1970 : La Légende de Zatoïchi : Le Shogun de l'ombre (座頭市あばれ火祭り, Zatōichi abare-himatsuri?) de Kenji Misumi
- 1972 : La Légende de Zatoïchi : Voyage à Shiobara (座頭市御用旅, Zatōichi goyō-tabi?) de Kazuo Mori
- 1972 : La Légende de Zatoïchi : La Blessure (新座頭市物語・折れた杖, Shin Zatōichi monogatari: Oreta tsue?) de Shintarō Katsu
- 1973 : La Légende de Zatoïchi : Retour au pays natal (新座頭市物語・笠間の血祭り, Shin Zatōichi monogatari: Kasama no chimatsuri?) de Kimiyoshi Yasuda
- 2003 : Zatoichi (座頭市?) de Takeshi Kitano

## Personnages historiques
Il a introduit plusieurs figures historiques dans ses œuvres, dont 
- Takeda Kanryūsai
- Yamazaki Susumu